# Arseni Tropinine
Arseni Tropinine (en russe : Арсений Васильевич Тропинин), né en 1809 et mort en mai 1885, est le fils du portraitiste réputé Vassili Tropinine, qui est également devenu peintre comme son père.
Le fait que ce soit son père qui lui ait enseigné la peinture se remarque directement sur ses toiles. Comme sa mère, mais 5 ans après son père, il a été libéré des liens du servage qui le liaient au comte Markov alors qu'il était âgé de 20 ans. 
Il a reçu le titre d'artiste portraitiste pour les copies des œuvres de son père Le Guitariste et Belochveika ainsi que d'autres toiles, le 3 mars 1856 à l'Académie russe des Beaux-Arts. 

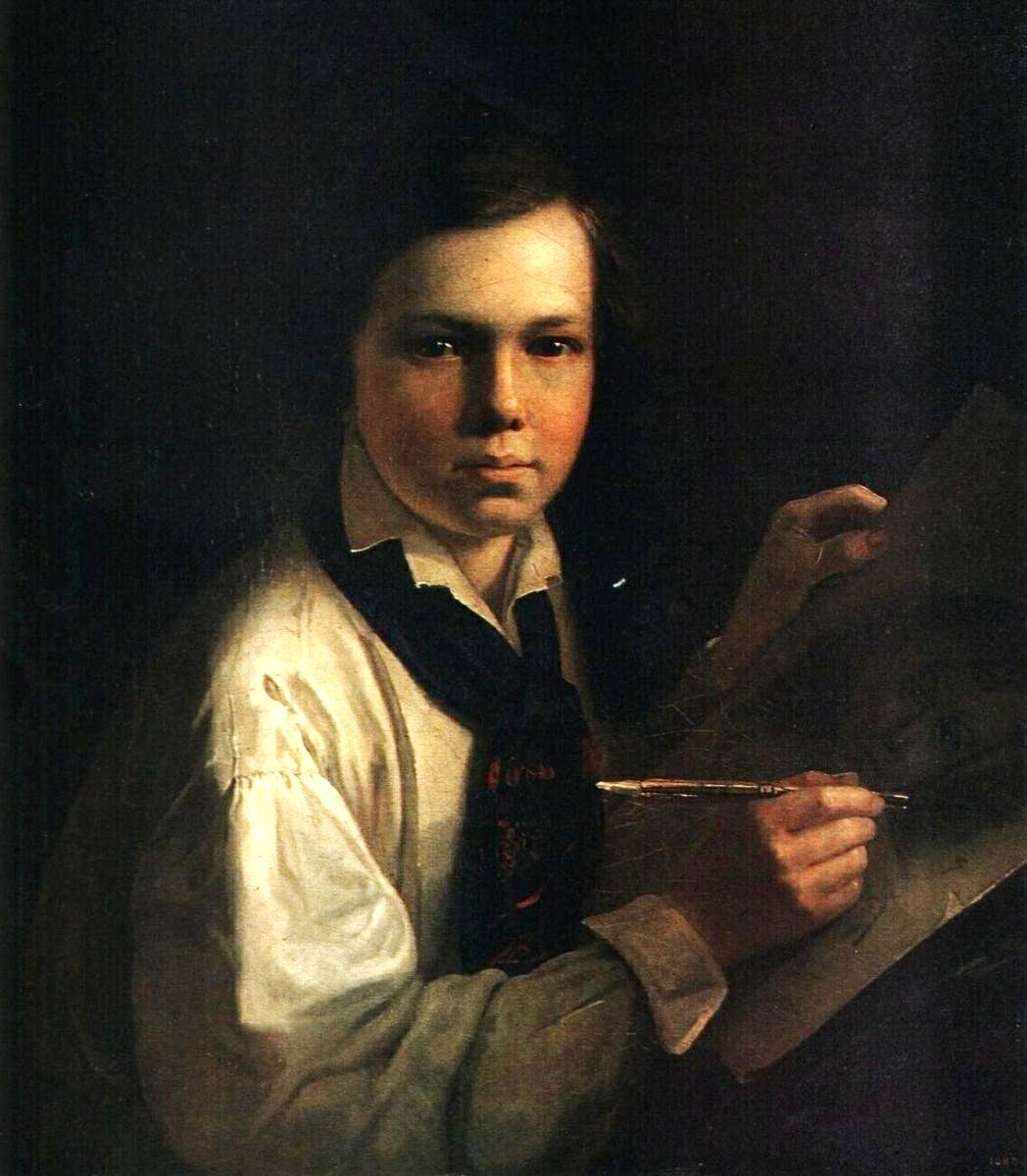
Vassili Tropinine. Portrait de son fils Arseni devant son chevalet (1820)